# Psychoda venusta
Psychoda venusta är en tvåvingeart som först beskrevs av Weyenbergh 1886.  Psychoda venusta ingår i släktet Psychoda och familjen fjärilsmyggor. Inga underarter finns listade i Catalogue of Life.